# Театр розмаїття
Театр розмаїття (чеськ. Divadlo rozmanitostí) — міський дитячий (ляльковий) театр у чеському місті Мості Устецького краю, головна дитяча театральна сцена й значний культурний осередок міста й району.
Структурно Театр розмаїття є ляльковою сценою Мостського міського театру.

## Загальна інформація
Мостський Театр розмаїття міститься у функціональній сучасній будівлі культурного центру «Май» (чеськ. Máj «Травень») за адресою:
вул. Тополина (Topolová) 1278, м. Мост—434 01 (Устецький край, Чехія).
Нині директором Театру розмаїття як підрозділу Міського театру Мосту є Їржі Румпік (Jiří Rumpík), художнім керівником власне лялькового театру — Антонін Клепач (Antonín Klepáč).

## З історії театру
Лялькова трупа була заснована в Мості 1987 року. Чимало її учасників прийшли з аматорського лялькового театру, який тривалий час працював в Литвинові. Великий внесок у розвиток і становлення творчого колективу зробили колишній директор театру Яромир Шнайдр (Jaromír Šnajdr) та художній керівник театру Їржі Стржеда (Jiří Středa).
Прем'єрною виставою Театру розмаїття 9 жовтня 1987 року став спектакль «Tak povídej» — за казками Г. К. Андерсена «Нове вбрання короля» та «Принцеса на горошині» в постановці Їржі Стржеди. Оскільки в той час культурний центр «Май» не був адаптований для показу лялькових вистав, театр ляльок деякий час гостював у місцевому Будинку культури шахтарів та енергетиків. Будівля ж «Маю» служить театрові від 15 грудня 1988 року.
У низці проектів Театр розмаїття співпрацював з головним театральним закладом міста — Мостським міським театром. Так, спільно на головній сцені були поставлені лялькова версія «Дон Кіхоту» й спектакль «Гобіт».
Від сезону 1996/1997 художнім керівником театру є Антонін Клепач (Antonín Klepáč), якому довелося вирішувати питання з наповнення творчого колективу, адже чимало колишніх артистів склали основу новоствореного театру в Литвинові.

## Репертуар
Чинний репертуар Мостського Театру розмаїття включає близько 25 вистав — це переважно постановки найпопулярніших казок (таких, як «Попелюшка»), як народних і літературних чеських (Божена Немцова та інші), так і зарубіжних.
У афіші театру є й вистави для дорослих. Так, одним із найпопулярніших спектаклів 1990-х років була комедійна вистава «Sousedka» французького автора П'єра Шеснота (Pierr Chesnot).

## Виноски
1. ↑  Контакт (театру) [Архівовано 2010-03-09 у Wayback Machine.] на Офіційна вебсторінка театру (чеськ.)
2. ↑  Європейська театральна архітектура — Arts and Theatre Institute.
3. ↑  Творчий склад і персонал [Архівовано 2010-03-08 у Wayback Machine.] на Офіційна вебсторінка театру (чеськ.)
4. ↑  Наш репертуар [Архівовано 28 квітня 2010 у Wayback Machine.] на Офіційна вебсторінка театру [Архівовано 5 квітня 2010 у Wayback Machine.] (чеськ.)